# 穆拉行动

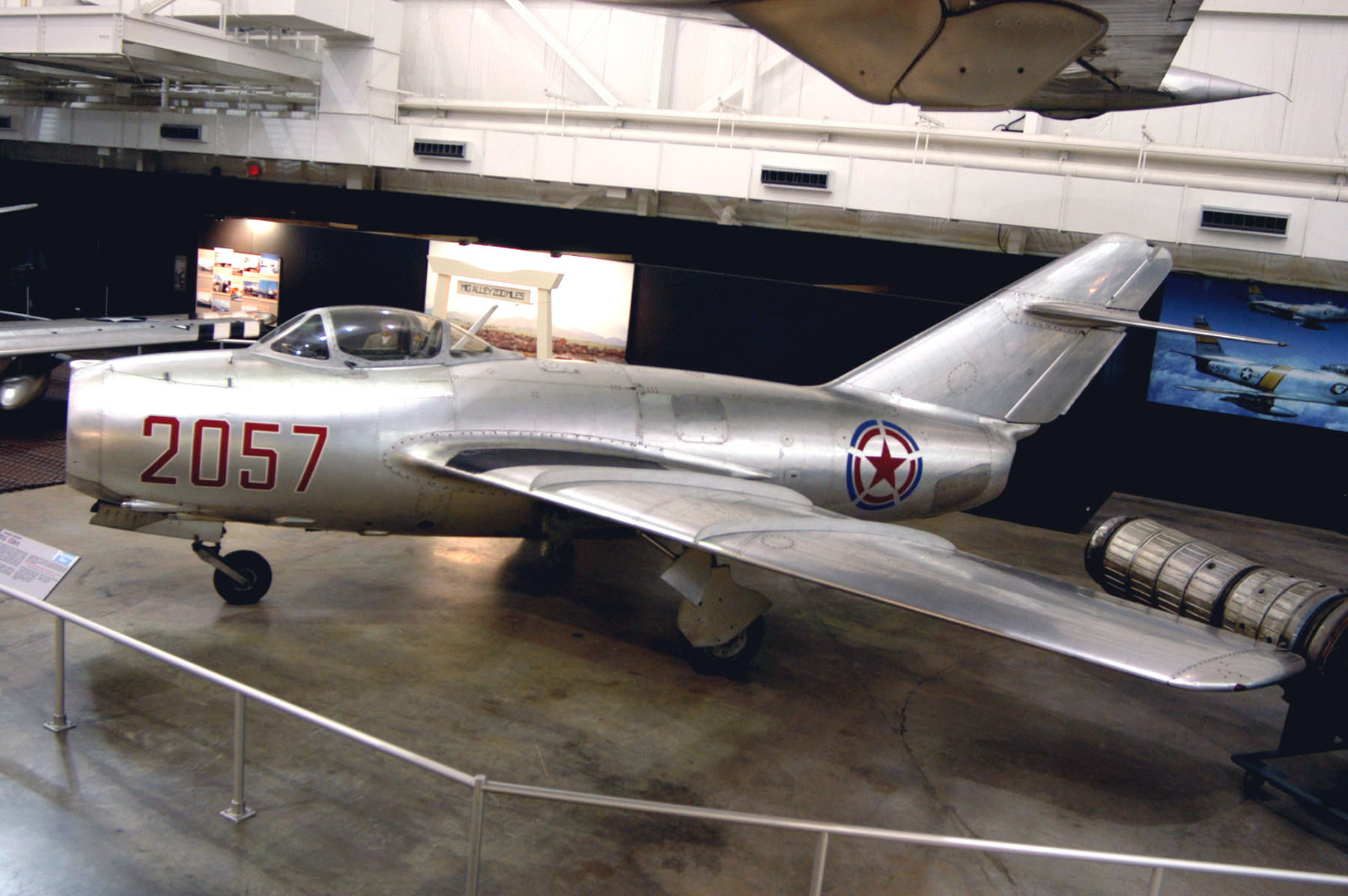
一架陈列于美国国家空军博物馆的米格-15战斗机

穆拉行动 是朝鲜战争期间美国空军为了获取一架米格-15战斗机而进行的行动， 原因是在1950年11月1日苏军将米格15引进朝鲜后，有美国空军飞行员报告称米格15的性能胜过联合国的一切飞机，甚至比当时美国空军的最新机型F-86军刀战斗机都更胜一筹。 此次行动原本的计划是用金钱诱导朝鲜飞行员驾驶米格15叛逃至韩国，但是直到1953年7月27日朝鲜停战协定的签订后也无人叛逃。又由于1953年9月21日朝鲜飞行员卢今锡驾驶一架米格15战机成功逃往金浦国际机场，此次行动的成功与否还尚有争议。事实上，卢今锡对“穆拉行动”毫不知情。